# Némethidegkút
Némethidegkút (németül: Deutsch Kaltenbrunn) község Ausztriában Burgenland tartományban a Gyanafalvi járásban,

## Fekvése
Gyanafalvától 26 km-re északra, Németújvártól 22 km-re nyugatra a Lapincs bal partján a régi magyar határ mellett fekszik.
A kataszteri közösségek Deutsch Kaltenbrunn és Rohrbrunn.

## Története
A település története egészen a római időkig nyúlik vissza. Ennek bizonyítéka az a római kori kő, amely 1912-ben a 23-as számú ház előtt vízelvezetési célból volt beásva és amelyet a helyiek csak „római kőnek” (Römerstein) neveztek.
Némethidegkút első írásos említése 1281-ben történt "Hydegsed" néven. 1291-ben "Hydegsed", 1346-ban "Hideghkwt", 1427-ben "Hydegseeg", 1428-ban és 1451-ben "Hydegseg" alakban szerepel a korabeli forrásokban. Német neve csak 1663-ban bukkan fel "Kaltenbrunn" alakban. A németújvári uradalomhoz tartozott. A középkorban királyi harmincad és vámszedőhely volt.
Birtokosai a 13. században a Németújvári grófok voltak. 1289-ben a németújvári viszály során rövid időre Albert osztrák herceg foglalta el. A Németújváriak kihalása után az uradalom királyi birtok lett. 1391-ben Luxemburgi Zsigmond király hívének Lévai Sárói Lászlónak adta. Az oklevélben említik először a németújvári uradalomhoz tartozó összes települést, köztük öt mezővárost, Rábortot, Szenteleket, Radafalvát, Szentkutat és Némethidegkutat. 1428-ban Zsigmond király Sárói fiát Cseh Pétert erősítette meg az uradalom birtokában. 1459-ben Hunyadi Mátyás az uradalommal együtt hívének Újlaky Miklós erdélyi vajdának adta, majd 1524-ben az Újlakyak kihalásával II. Lajos király Batthyány Ferencnek adományozta.
1538-ban 21 portát számláltak a településen. 1548-ban 46 házából 1, 1576-ban már 8 volt lakatlan. 1588-ban 57, 1599-ben 53, 1634-ben 82 házat írtak itt össze. Az 1599-es összeírás szerint 42 ház Batthyány Ferenc, 7 Széchy Tamás, 4 Uky András birtokában volt. 1605-ben Bocskai hadai dúlták fel a települést. Lakói még alig heverték ki a pusztítást, amikor 1622-ben Bethlen Gábor serege újból felégette Hidegkút 30 házát. 1647-ben III. Ferdinánd császár megerősítette Hidegkút mezővárosi kiváltságait. 1648-ban 94 ház és 438 lakos volt a településen.
A 16. század második felében erre is terjedt a reformáció. Különösen azután, hogy 1600-tól kezdődően az üldözések hatására a stájerországi területekről egyre több evangélikus menekült át a Batthyány birtokokra. 1610-ben már a németújvári uradalom összes plébániája evangélikus kézen volt. 1618-ban Hidegkút evangélikus lelkésze Tillesius Boldizsár volt, őt 1624-ben Grumer Jakab, majd 1627-ben Keczius János követte. Őt azonban Batthyány Ádám elűzte és akkor a kedvéért idejött stájer hívek is elhagyták Hidegkutat. Eztán a lelkészek folyamatos üldöztetésnek voltak kitéve. 1650-ben például a gróf tiszttartói 300 forint büntetés terhe alatt parancsolták meg a híveknek, hogy lelkészüket három nap alatt elbocsássák. Utolsó ismert lelkésze az 1665-ben felavatott Eckhart Keresztély volt. A luteránus hívek 1783-tól a kukméri lelkészséghez tartoztak, a plébánia 1862-ben alakult újra. 1802-ben 1152 luteránus és 230 katolikus élt a településen. 1828-ban 223 ház állt itt 1431 lakossal. 1856-ban 1030 volt a luteránusok és 448 a katolikusok száma. 1880-ban egy tűzvészben sok ház égett le.
Fényes Elek szerint "Hidegkút, (Kaltenbrunn), német m. v., Vas vmegyében, a Lapincs mellett, Stájerország szélén, 493 kath., 1058 evang. lak., s oskola tanitóval. Kath. paroch. szentegyház. Harminczadhivatal. Szőlőhegy. Sok gyümölcs és dohány. Derék erdő. F. u. h. Batthyáni Fülöp. Ut. p. Fürstenfeld."
Vas vármegye monográfiája szerint "Német-Hidegkút, stájer határszéli nagy község, 284 házzal és 1929 német-ajkú lakossal. Postája helyben van, azonban távírója Szent-Gotthárd. Lakosai r. kath. és ág. ev. vallásuak és mindegyik felekezetnek van temploma. Plébániája 1531-ben már virágzott. A kegyuri jogokat Kottulinszky Teodóra grófnő gyakorolja. A Rákóczy-féle felkelés idejében a községet elpusztították, de ujra felépült."
1910-ben 2479 lakosa volt, ebből 2370 német, 21 magyar, 9 horvát, 79 egyéb nemzetiségű. A trianoni békeszerződésig Vas vármegye Szentgotthárdi járásához tartozott. Az első világháborúban 63 helyi lakos esett el. 1921-ben Ausztria Burgenland tartományának része lett. 1971-ben közigazgatásilag Nádkút községet csatolták hozzá.
2001-ben 1825 lakosából 1792 német, 19 magyar, 6 horvát, 8 egyéb nemzetiségű lakosa volt.

## Nevezetességei
- Szent Miklós püspök tiszteletére szentelt római katolikus temploma 1531-ben épült, 1698-ban átépítették.
- Evangélikus temploma 1862-ben épült.
- A katolikus temető előtt álló kápolnát 1868-ban Lagler Lőrinc építtette.
- A katolikus temetőben álló kápolna Rathner Mihály költségén épült, aki édesanyját temette ide.

## Külső hivatkozások
- A község weboldala
- Némethidegkút a dél-burgenlandi települések honlapján
- Várszentmiklós honlapja
- Magyar katolikus lexikon
- Payr Sándor:A Dunántúli Evangélikus Egyházkerület története
- Némethidegkút az Osztrák Statisztikai Hivatal honlapján
- Geomix.at
- A helyi fúvószenekar honlapja